# Municipio de Dixon (condado de Hamlin)
El municipio de Dixon (en inglés: Dixon Township) es un municipio ubicado en el condado de Hamlin en el estado estadounidense de Dakota del Sur. En el año 2010 tenía una población de 116 habitantes y una densidad poblacional de 1,25 personas por km².

## Geografía
El municipio de Dixon se encuentra ubicado en las coordenadas 44°39′0″N 97°25′16″O / 44.65000, -97.42111. Según la Oficina del Censo de los Estados Unidos, el municipio tiene una superficie total de 93.03 km², de la cual 92,85 km² corresponden a tierra firme y (0,19 %) 0,18 km² es agua.

## Demografía
Según el censo de 2010, había 116 personas residiendo en el municipio de Dixon. La densidad de población era de 1,25 hab./km². De los 116 habitantes, el municipio de Dixon estaba compuesto por el 100 % blancos. Del total de la población el 0 % eran hispanos o latinos de cualquier raza.